# Bay Harbor Islands
Bay Harbor Islands – miasto w Stanach Zjednoczonych, w stanie Floryda, w hrabstwie Miami-Dade. Obejmuje grupę sztucznych wysp na zatoce Biscayne, nieopodal miasta Miami Beach.